# 37 Days
37 Days è una miniserie televisiva britannica creata da Mark Hayhurst per conto di BBC Two trasmessa nel 2014. La serie è stata creata in occasione del centenario dallo scoppio della prima guerra mondiale.

## Trama
La serie narra le vicende accadute nelle settimane prima dello scoppio della prima guerra mondiale, dall'assassinio dell'arciduca Francesco Ferdinando d'Austria il 28 giugno 1914, fino alla dichiarazione di guerra del Regno Unito alla Germania, il 4 agosto 1914.

## Personaggi e interpreti
- Sir Edward Grey, interpretato da Ian McDiarmid
- Herbert Henry Asquith, interpretato da Tim Pigott-Smith
- Lord John Morley, interpretato da Bill Paterson
- John Burns, interpretato da Kenneth Cranham
- Winston Churchill, interpretato da Nicholas Asbury
- David Lloyd George, interpretato da Mark Lewis Jones

## Produzione
La serie fa parte della stagione BBC First World War centenary e fu annunciata da Janice Hadlow, presidente di BBC Two, il 22 agosto 2013. La serie è stata creata per reprimere le ipotesi sulla inevitabilità della guerra, e di come l'assassinio a Sarajevo l'ha resa tale.